# Шепенупет I
Шепенупет I (егип. Šp-n-Wpt, варианты чтения: Шепенупет, Шепенупет I) — древнеегипетская жрица, занимавшая должность супруги бога Амона (в более поздней терминологии — божественной поклонницы Амона) в Фивах. 
Шепенупет I или Шапеневпет I — супруга бога Амона в период XXIII династии.

## Биография
Она стала первой, кто обрёл политическую власть в регионе и принял полный царский титул, включая имена в двух картушах. Её преномен Хенеметибамун (егип. Ḫnmt-jb-Jmn) переводится как «Та, что едина с сердцем Амона». Хотя её преемницы также использовали царские титулы, Шепенупет I остаётся уникальной носительницей титулов «владычица двух земель» и «владычица явлений», а также единственной, чей преномен был связан с Амоном, а не его супругой Мут.
Шепенупет I была дочерью фараона Осоркона III из XXIII династии и царицы Кароадджет. Она также являлась сестрой (возможно, сводной) фараонов Такелота III и Рудамона.
Шепенупет I занимала должность супруги бога Амона в период правления своего отца. После того как кушитский царь Кашта из XXV династии распространил своё влияние на Фивы, Шепенупет I была вынуждена признать дочь Кашты, Аменирдис I, своей преемницей и назвать её избранной наследницей. Изображения Шепенупет I и Аменирдис I сохранились в Вади-Гасусе.
Шепенупет I также упоминается в период правления фараона Шабатаки. Она изображена на стене Храма J, который был украшен во время правления этого нубийского правителя.